# Typhlolepta retusa
Typhlolepta retusa is een soort in de taxonomische indeling van de platwormen (Platyhelminthes). De worm is tweeslachtig en kan zowel mannelijke als vrouwelijke geslachtscellen produceren. De soort leeft in zeer vochtige omstandigheden. 
De platworm komt uit het geslacht Typhlolepta. Typhlolepta retusa werd in 1805 beschreven door Vivianini.